# Батовицкое кладбище

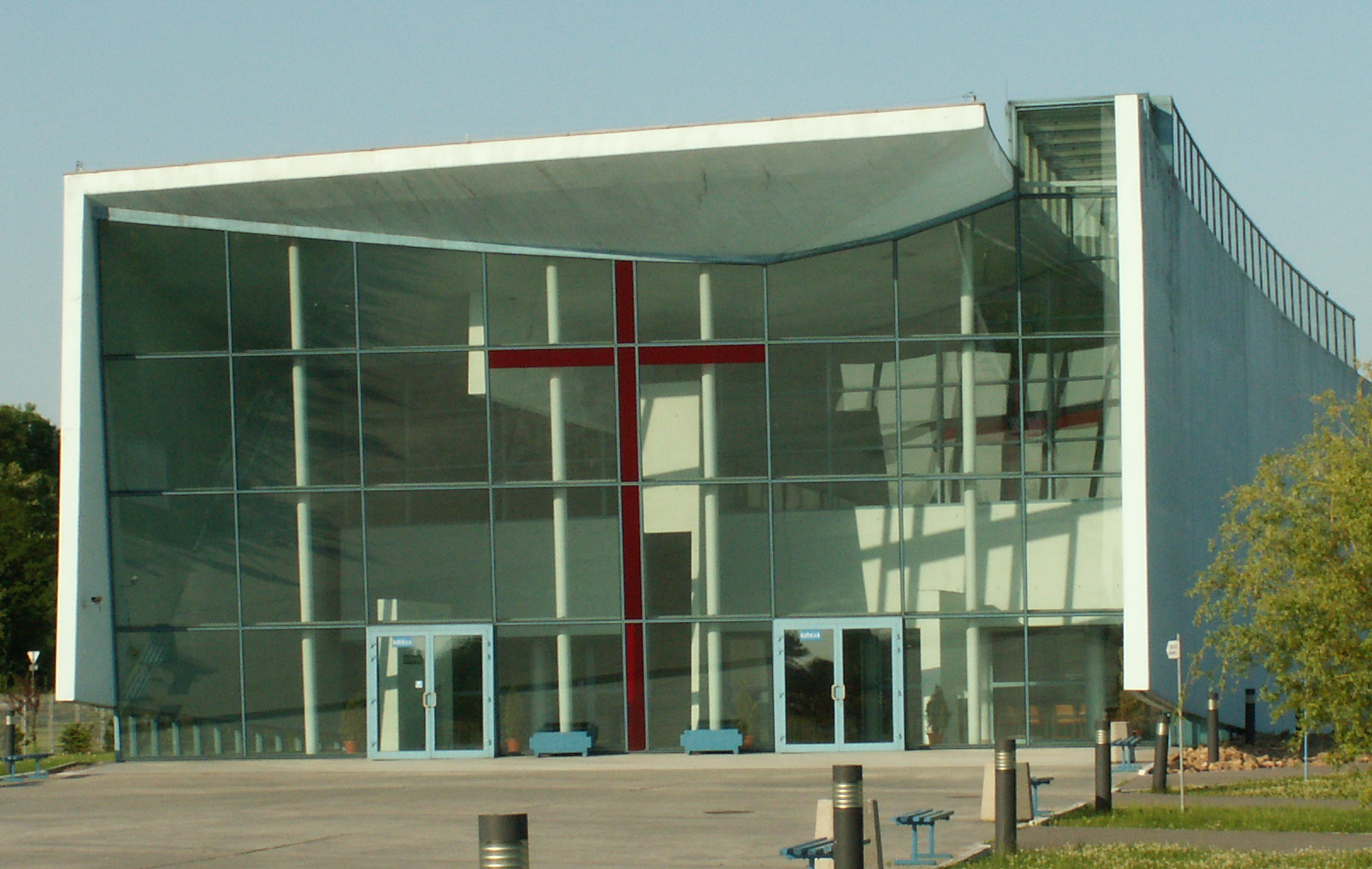
Здание для проведения погребальных обрядов «Врата в город мёртвых», архитектор Ромуальд Лэткер

Батови́цкое кладбище (пол. Cmentarz Batowicki) — кладбище, находящееся в Кракове в северной части района Прондник-Червоны на улице Повстанцев, 48. В настоящее время фактически состоит из двух отдельных городской и приходской частей.
Некрополь был основан в 1923 году и освящён в 1931 году. Первоначально принадлежало местному католическому приходу. До 1966 года площадь приходского кладбище составляла 37,61 гектаров. В 1966 году к приходскому кладбищу был присоединён городской участок, который назывался назывался по имени близлежащего села Батовице. Площадь городского участка составляла 8,9 гектаров. В 1996 году была проведена реконструкция территории, во время которой на кладбище был построен погребальное задние для проведения погребальных обрядов под названием «Врата в город мёртвых» (Brama do Miasta Zmarłych). Здание спроектировал краковский архитектор Ромуальда Лэглер. В 2006 году это здание вошло в число двадцати самых красивых архитектурных сооружений конкурса «Польша. Иконы архитектуры» (Polska. Ikony architektury).
В 1998 году некрополь был освящён кардиналом Франтишек Махарский. В конце XX века городские власти Кракова планировали построить первый в городе крематорий, но в связи с протестами экологов решение о строительстве было отложено.
На кладбище находятся братские могилы военнослужащих Армии Крайовой, Войска Польского, Крестьянских батальонов, участников великопольского и силезских восстаний и самый большой среди краковских некрополей квартал неустановленных личностей.
В настоящее время площадь некрополя составляет 46,51 гектаров.